# Ermida de Santa Catarina de Monsaraz
Die spätromanische Kapelle Santa Catarina de Monsaraz (portugiesisch Ermida de Santa Catarina de Monsaraz) liegt rund 800 Meter östlich von Monsaraz oberhalb des Stausees Albufeira de Alqueva unweit der Grenze zu Spanien.
Monsaraz gehört zur gleichnamigen Gemeinde (Freguesia) Monsaraz im Kreis (Concelho) Reguengos de Monsaraz im Distrikt Évora, im Südosten Portugals.

## Geschichte
Die Gründung der Kapelle im 13. Jahrhundert wird mit dem Templerorden, dem späteren Christusorden, in Verbindung gebracht, der zu dieser Zeit in der Region stark vertreten war. Aufgrund bisher fehlender Schriftquellen steht der endgültige Nachweis noch aus und auch die weitere Geschichte der Kapelle bleibt im Dunklen.
1971 wurde die Kapelle als Monumento Nacional eingetragen und unter Schutz gestellt; vier Jahre später wurde das stark beschädigte Gebäude einer grundlegende Restaurierung unterzogen. Weitere Restaurierungsarbeiten wurden in den Jahren 1981 und 1985 durchgeführt.

## Architektur

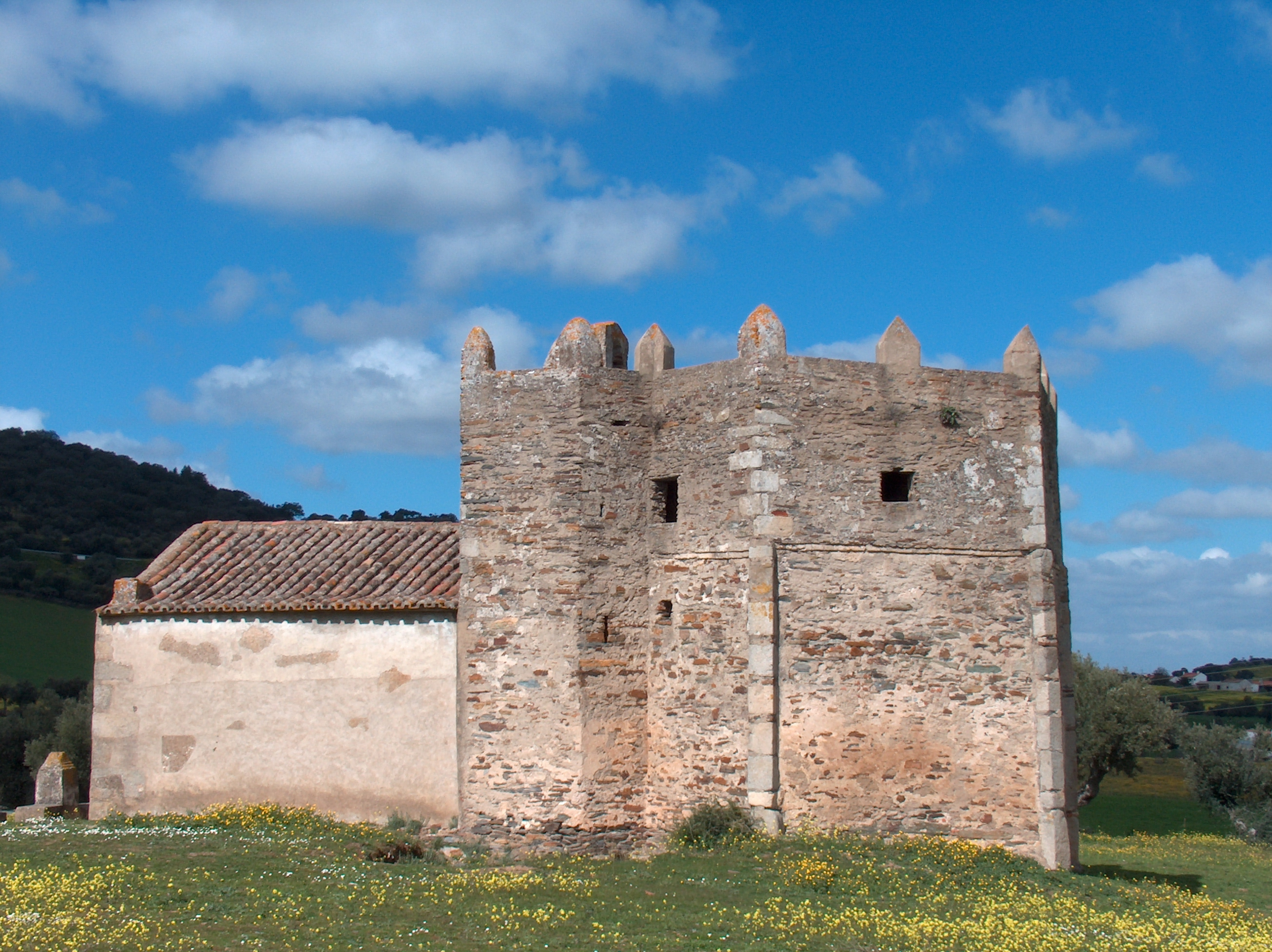
Santa Catarina de Monsaraz

Die Kapelle besteht aus zwei getrennten Gebäudeteilen.
Aus dem 13. Jahrhundert stammt die sechseckige Apsis aus Granitmauerwerk. Die Zinnenbekrönung, die dem Gebäude ein turmartiges Aussehen verleiht, ist erst im 14. oder 15. Jahrhundert hinzugefügt worden. Die Apsis hat einen Durchmesser von 5,3 Metern und zeigt auf jeder Seite ein rechteckiges Fenster im oberen Wanddrittel. Das spitzovale Dach ist über einen innenliegenden Treppenturm im Südwesten zugänglich. Ein umlaufender Zahnfries unterhalb des Daches sowie mehrere Halbbögen gliedern den Innenraum.
Nach Westen schließt sich der im 16. Jahrhundert errichtete schlichte, einschiffige Kapellenbau an, der nur über ein einziges Rundfenster oberhalb des einfachen Portals beleuchtet wird.
Beide Gebäudeteile sind durch das Portal der Apsis – einen Halbbogen, der auf prismatischen Säulen ruht – verbunden.